# Diego González Correa
Diego González Correa (Montevideo, 9 gennaio 1984) è un ex cestista uruguaiano con cittadinanza messicana.

## Carriera
Con l'Uruguay ha disputato i Campionati americani del 2009.